# Ginowan
Ginowan (jap. 宜野湾市, -shi) ist eine Stadt auf Okinawa Hontō in der Präfektur Okinawa, Japan.

## Militär

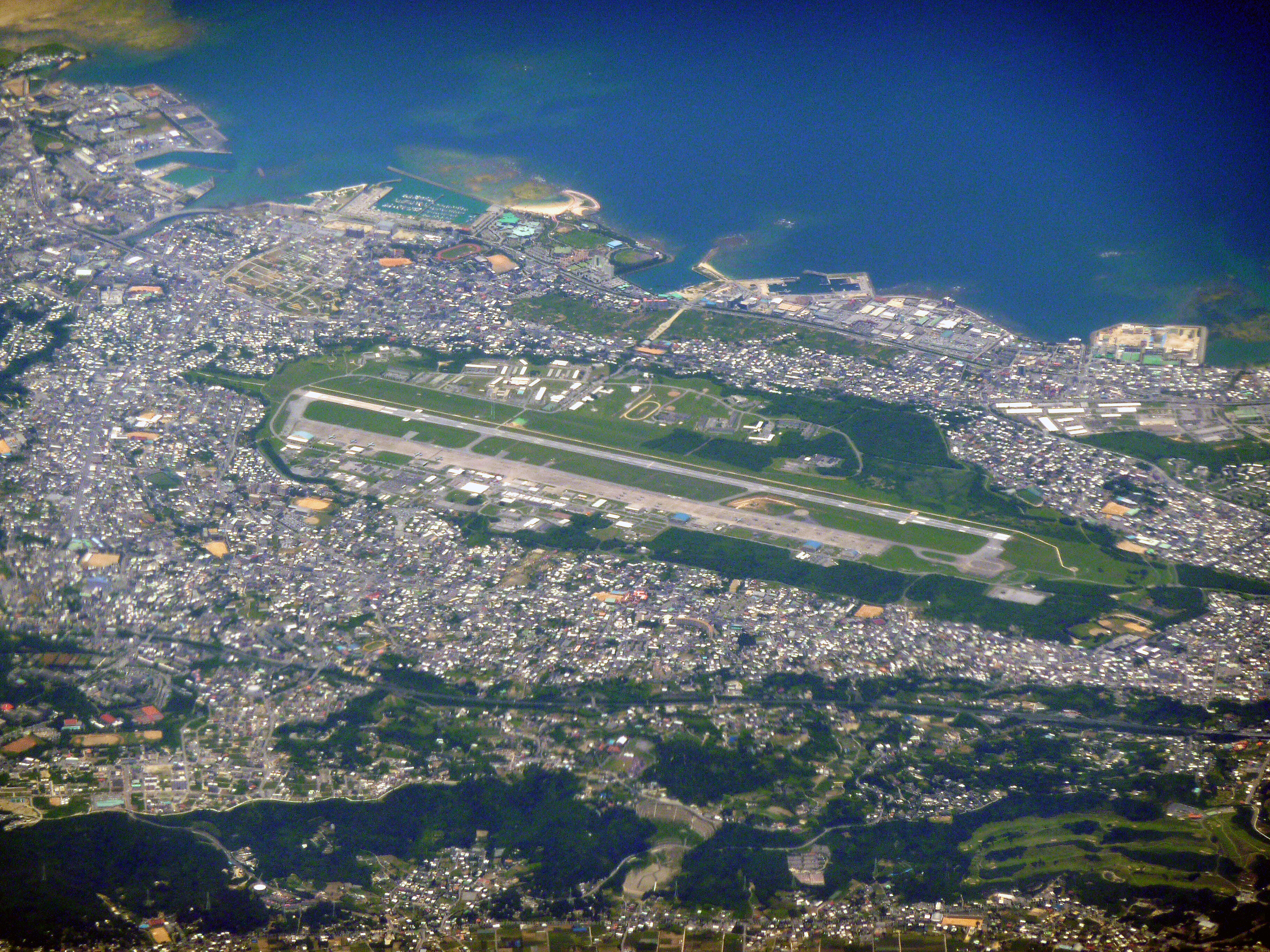
MCAS Futenma (2010)

In Ginowan befindet sich ein Stützpunkt der United States Marine Corps, die Marine Corps Air Station Futenma (MCAS Futenma).

## Weblinks

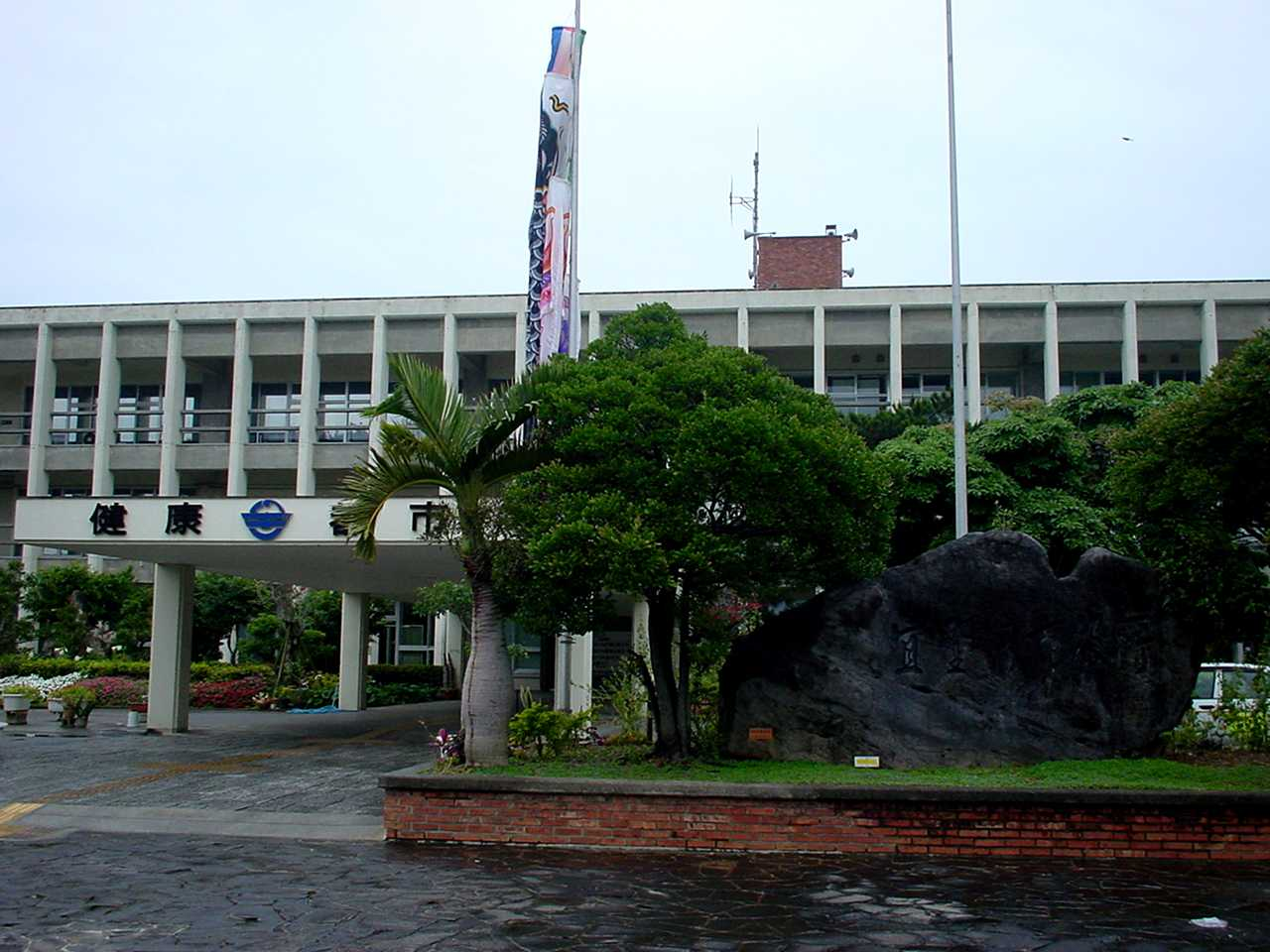
Rathaus von Ginowan

## Verkehr
- Straße
  - Okinawa-Autobahn
  - Nationalstraße 58, 330

## Angrenzende Städte und Gemeinden
- Urasoe